# Département de Cracovie

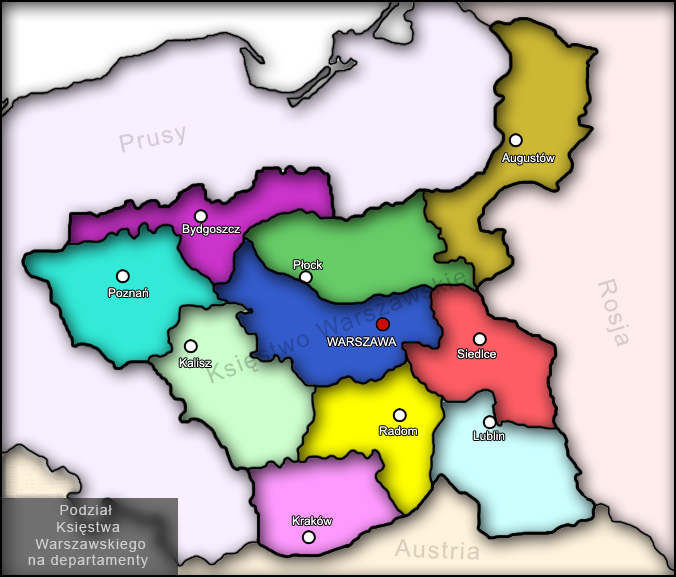
Division du duché de Varsovie en départements dans les années 1810-1815. Le département de Cracovie est indiqué en rose, au Sud Ouest du duché.

Le département de Cracovie, en polonais Departament krakowski, était un département du duché de Varsovie de 1809 à 1815.
Son chef-lieu était Cracovie, et il était divisé en dix districts (arrondissements).
Il fut formé par le rattachement des territoires polonais annexés par l'Autriche lors du 3e partage de la Pologne en 1795 dits Galicie occidentale (régions de Zamość et de Cracovie) au duché de Varsovie en 1809. 
À la suite de la création du royaume du Congrès dans le cadre de l'Empire russe, il fut divisé en 1815 entre la voïvodie de Cracovie (annexée à ce royaume dépendant de la Russie) et la ville libre de Cracovie, annexée ultérieurement (en 1846) à l'Autriche.